# Вотсвил (Вирџинија)
Вотсвил (енгл. Wattsville) насељено је место без административног статуса у америчкој савезној држави Вирџинија.

## Демографија
По попису из 2010. године број становника је 1.128.
| Група             | 2000.    | 2010.       |
| Белци             | 0 (0,0%) | 723 (64,1%) |
| Афроамериканци    | 0 (0,0%) | 316 (28,0%) |
| Азијати           | 0 (0,0%) | 12 (1,1%)   |
| Хиспаноамериканци | 0 (0,0%) | 41 (3,6%)   |
| Укупно            | 0        | 1.128       |